# Atina (Lazio)
Atina település Olaszországban, Lazio régióban, Frosinone megyében. Lakosainak száma 4133 fő (2023. január 1.). Atina Alvito, Belmonte Castello, Casalattico, Casalvieri, Gallinaro, Picinisco, Terelle és Villa Latina községekkel határos.

## Népesség
A település népessége az elmúlt években az alábbi módon változott:
| Lakosok száma | 4258 | 4245 | 4133 |
|               | 2017 | 2018 | 2023 |